# Cucoara
Cucoara è un comune della Moldavia situato nel distretto di Cahul di 1.971 abitanti al censimento del 2004.

## Località
Il comune è formato dall'insieme delle seguenti località: (popolazione 2004)
- Cucoara Mare (1.203 abitanti)
- Chircani (768 abitanti)